# Турелна установка
Туре́лна устано́вка, или туре́л (от на френски: tourelle – куличка) – е установка за закрепване на картечница или малокалибрено автоматично оръдие, което, с помощта на специални системи и трансмисия осигурява насочването на оръжието по хоризонталната и вертикалната равнина.
Турели се използват в стационарен вариант, а също на самолети, танкове, бронираните коли и кораби, от началото на 1910 г.

## Конструкция
Основа на конструкцията обикновено е въртящ се пръстен, в който се намира наводчика – това премахва и основния проблем при по-простите установки, при които насочването по хоризонтала става с въртене по оста на закрепване на оръжието, което означава и стрелеца да се върти около точката на закрепване. Освен това в авиацията турелните установки правят възможен кръговия обстрел, тъй като кабината на самолета ограничава възможността за движение на стрелеца.
Невоенното приложение на турела е устройство для насочване към целта на поставените върху него механизми (напр. водното оръдие на пожарната машина).

## Видове
Различават се следните видове:
- открити турели, когато наводчика и механизмите не са защитени;
- турели, частично покрити с тънки метални листове;
- закрити (защитени) турели.